# يان بيفارنيك
يان بيفارنيك، من مواليد 13 نوفمبر 1947، لاعب كرة قدم تشيكوسلوفاكي سابق، ومدرب كرة قدم سلوفاكي.

## مسيرته الكروية كلاعب
بدأ مسيرته الكروية مع نادي سلافوي تريبيسوف في موسم 1965/1966، وفي عام 1966 انتقل إلى نادي كوسيتش، ولعب معهم حتى عام 1972، وفي عام 1972 انتقل إلى نادي سلوفان براتيسلافا، ولعب معهم حتى عام 1978، وفي موسم 1978/1979 انتقل إلى نادي دوكلا بانسكا بيستريكا، وفي موسم 1979/1980 انتقل إلى نادي كيتسي، وفي موسم 1980/1981 انتقل إلى نادي نيوسيدل أم سي، وفي عام 1981 انتقل إلى نادي قادش الإسباني، ولعب معهم 8 مباريات.
و قد لعب مع منتخب تشيكوسلوفاكيا لكرة القدم بين عامي 1969 و1977، وقد شارك معهم في 39 مباراة وسجل هدف واحد.

## مسيرته التدريبية
و بدأ مسيرته التدريبية في نادي أوستريا فيينا في موسم 1982/1983 كمساعد مدرب، وفي موسم 1983/1984 انتقل إلى نادي سبورتنغ لشبونة وعمل معهم كمساعد مدرب، وفي عام 1985 انتقل إلى تدريب نادي الفحيحيل الكويتي، ودربهم حتى عام 1989، وقد حاز معهم على لقب كأس الأمير 1985/1986، وفي عام 1990 انتقل إلى تدريب نادي دونايسكا ستريدا، ودربهم حتى عام 1992، وفي موسم 1993/1994 انتقل إلى نادي القادسية السعودي، وأحرز معهم لقب كأس الكؤوس الأسيوية، وفي موسم 1995/1996 درب منتخب عمان لكرة القدم تحت 19 سنة، وفي موسم 1997/1998 عاد إلى الكويت ودرب نادي السالمية الكويتي وفاز معهم بلقب الدوري الكويتي، وفي موسم 1998/1999 درب نادي العربي الكويتي وفاز معهم بلقب كأس الخرافي وكأس ولي العهد وكأس الأمير، وفي موسم 1999/2000 انتقل إلى الإمارات ودرب نادي الجزيرة الإماراتي، وفي عام 2000/2001 انتقل إلى تدريب نادي العربي الكويتي وفاز معهم بلقب كأس الخرافي، وفي موسم 2002/2003 انتقل إلى تدريب نادي الكويت وفاز معهم بلقب كأس ولي العهد، وفي موسم 2003/2004 انتقل إلى تدريب نادي القادسية السعودي، ومنذ عام 2007 وهو يدرب نادي الفحيحيل.

## إنجازاته كمدرب

### نادي الفحيحيل
- كأس الأمير 1985/1986

### نادي العربي الكويتي
- كأس الخرافي 1998/1999 و 2000/2001
- كأس الأمير 1998/1999
- كأس ولي العهد 1998/1999

### نادي السالمية
- الدوري الكويتي 1997/1998

### نادي الكويت
- كأس ولي العهد 2002/2003

### نادي القادسية السعودي
- كأس الاتحاد السعودي 1993/1994
- كأس الكؤوس الأسيوية 1993/1994

## روابط خارجية
- يان بيفارنيك على موقع الاتحاد الدولي (مؤرشف)  (الإنجليزية)
- يان بيفارنيك على موقع الاتحاد التشيكي (الإنجليزية)
- يان بيفارنيك على موقع قاعدة بيانات كرة القدم.إي يو (الإنجليزية)
- يان بيفارنيك على موقع ناشيونال فوتبول تيمز (الإنجليزية)